# Гарден-Сити (Техас)
Гарден-Сити (англ. Garden City) — невключённая община и статистически обособленная местность в США, расположенная в западной части штата Техас, административный центр округа Гласкок. По данным переписи за 2010 год число жителей составляло 334 человека, по оценке Бюро переписи США в 2016 году в городе проживало 279 человек.

## История
После образования округа Гласкок, компания Ohio Land Company отправила в регион мистера Гарднера в качестве агента по продаже участков. В 1886 году поселение обзавелось почтовым отделением. Первоначально город должен был называться Гарднер-Сити, однако из-за ошибки чиновников получил название Гарден-Сити. В борьбе за статус административного центра наряду с Гарден-Сити участвовали города Нью-Калифорния и Дикси. В итога из-за положения на возвышенности и доступа к воде был выбран город Нью-Калифорния, находившийся в 2,5 километрах от Гарден-Сити. Большинство жителей Гарден-Сити перевезли свои дома в новое поселение. 5 апреля 1893 года по решению суда Нью-Калифорния был переименован в Гарден-Сити.
В 1893 году было построено здание суда, которое также использовалось как тюрьма. 27 августа 1910 года суд переехал в новое здание, а тюрьма продолжала функционировать до 1980 года. С 1905 года в городе издавалась газета Garden City Gazette. В 1950-х годах на окраине округа Гласкок было обнаружено нефтяное месторождение, что привело к кратковременному росту населения и увеличению доходов города. В 1947 году в городе было 9 предприятий, а в 1968 семнадцать.

## География
Гарден-Сити находится в центральной части округа. Согласно данным бюро переписи США, площадь города составляет около 4,6 км², практически полностью занятых сушей.

### Климат
Согласно классификации климатов Кёппена, в Гарден-Сити преобладает семиаридный климат умеренных широт (BSk).
| Показатель                    | Янв.  | Фев. | Март  | Апр. | Май  | Июнь | Июль | Авг. | Сен. | Окт. | Нояб. | Дек.  | Год   |
| ----------------------------- | ----- | ---- | ----- | ---- | ---- | ---- | ---- | ---- | ---- | ---- | ----- | ----- | ----- |
| Абсолютный максимум, °C       | 28,9  | 32,8 | 36,1  | 37,8 | 41,7 | 45,6 | 42,2 | 43,3 | 41,1 | 38,9 | 31,7  | 28,9  | 45,6  |
| Средний суточный максимум, °C | 13,7  | 16,4 | 20,9  | 25,6 | 29,9 | 33,1 | 34,6 | 33,8 | 30,1 | 25,2 | 19,2  | 14,7  | 24,8  |
| Средняя температура, °C       | 5,4   | 7,9  | 12,1  | 16,8 | 21,7 | 25,7 | 27,3 | 26,6 | 22,9 | 17,4 | 11    | 6,4   | 16,8  |
| Средний суточный минимум, °C  | −2,8  | −0,6 | 3,2   | 8,2  | 13,6 | 18,2 | 20   | 19,4 | 15,7 | 9,6  | 2,8   | −1,8  | 8,8   |
| Абсолютный минимум, °C        | −17,8 | −15  | −12,2 | −7,8 | 1,1  | 7,2  | 12,2 | 11,1 | 1,7  | −5,6 | −12,2 | −19,4 | −19,4 |
| Норма осадков, мм             | 17    | 18   | 21    | 35   | 58   | 47   | 47   | 53   | 58   | 44   | 23    | 19    | 440   |
| Источник: weatherbase.com     |       |      |       |      |      |      |      |      |      |      |       |       |       |

## Население
Согласно переписи населения 2010 года в городе проживало 334 человека, было 116 домохозяйств и 95 семей. Расовый состав города: 88,9 % — белые, 0,3 % — афроамериканцы, 0,6 % — коренные жители США, 0,0 % — азиаты, 0,0 % (0 человек) — жители Гавайев или Океании, 8,4 % — другие расы, 1,8 % — две и более расы. Число испаноязычных жителей любых рас составило 35,6 %.
Из 116 домохозяйств, в 38,8 % живут дети младше 18 лет. 72,4 % домохозяйств представляли собой совместно проживающие супружеские пары (29,3 % с детьми младше 18 лет), в 6,9 % домохозяйств женщины проживали без мужей, в 2,6 % домохозяйств мужчины проживали без жён, 18,1 % домохозяйств не являлись семьями. В 15,5 % домохозяйств проживал только один человек, 3,5 % составляли одинокие пожилые люди (старше 65 лет). Средний размер домохозяйства составлял 2,88. Средний размер семьи — 3,22 человека.
Население города по возрастному диапазону распределилось следующим образом: 30,3 % — жители младше 20 лет, 22,8 % находятся в возрасте от 20 до 39, 36,9 % — от 40 до 64, 10,2 % — 65 лет и старше. Средний возраст составляет 39 лет.
Согласно данным опросов пяти лет с 2012 по 2016 годы, средний доход домохозяйства в Гарден-Сити составляет 73 500 долларов США в год, средний доход семьи — 74 000 доллара. Доход на душу населения в городе составляет 33 647 долларов. Всё население города находится выше черты бедности.

## Инфраструктура и транспорт
Основной автомагистралью, проходящей через Гарден-Сити, является автомагистраль 158 штата Техас, которая идёт с востока от Стерлинг-Сити на запад к Мидленду.
Ближайшим аэропортом, выполняющим коммерческие рейсы, является Международный аэропорт Мидленда. Аэропорт находится примерно в 75 километрах к западу от Гарден-Сити.

## Образование
Город обслуживается независимым школьным округом округа Гласкок.